# Diocesi di Trebenna
La diocesi di Trebenna (in latino Dioecesis Trebennatensis) è una sede soppressa del patriarcato di Costantinopoli e una sede titolare della Chiesa cattolica.

## Storia
Trebenna, identificabile con le rovine a Evdehan nell'odierna Turchia, è un'antica sede episcopale della provincia romana della Panfilia Seconda nella diocesi civile di Asia. Faceva parte del patriarcato di Costantinopoli ed era suffraganea dell'arcidiocesi di Perge.
Di questa diocesi è noto un solo vescovo, Polemone, che sottoscrisse nel 458 la lettera dei vescovi della Panfilia Seconda all'imperatore Leone I dopo la morte del patriarca Proterio di Alessandria.
La diocesi è assente nelle Notitiae Episcopatuum del patriarcato di Costantinopoli. Per questo motivo alcuni autori hanno voluto vedere in "Trebenna" una forma arcaica per "Perbaina", sede documentata dalle Notitiae fino al XII secolo. Con il titolo di "vescovo di Perbaina", un sigillo vescovile ha restituito il nome di Nicola, vissuto tra X e XI secolo.
Dal 1925 Trebenna è annoverata tra le sedi vescovili titolari della Chiesa cattolica; la sede è vacante dal 4 aprile 1966.

## Cronotassi

### Vescovi greci
- Polemone † (menzionato nel 458)
- Nicola † (X/XI secolo)

### Vescovi titolari
- István Révész † (3 marzo 1928 - 18 gennaio 1929 deceduto)
- Inocencio López Santamaría, O. de M. † (1º agosto 1930 - 9 marzo 1958 deceduto)
- Paul Francis Leibold † (10 aprile 1958 - 4 aprile 1966 nominato vescovo di Evansville)